# Lagaan
Ne pas confondre avec la série d'animation Gurren Lagann.
Pour plus de détails, voir Fiche technique et Distribution.
Lagaan (लगान) est un film dramatique indien, produit et réalisé par Ashutosh Gowariker, sorti en 2001,,.
L'action se déroule au temps de l'époque victorienne durant le passage des colons britanniques en Inde, il relate la lutte de Bhuvan et des paysans de la province du Champaner pour échapper à l'impot injuste (le lagaan) qu'exige l'arrogant capitaine Russell ,, au travers d'un match de cricket,.
Le film remporte huit Filmfare Awards, dont ceux du meilleur film et du meilleur réalisateur, Lagaan est considéré comme l'un des plus grands succès du cinéma indien. Il a été le troisième film indien à être nommé pour l'Oscar du meilleur film en langue étrangère. En France, ce film aura cumulé un total de près de 59 123 spectateurs en salles.

## Synopsis
En 1893, sous l'occupation britannique, les habitants de Champaner, un village du centre de l'Inde, attendent la mousson avec impatience car les récoltes sont maigres.
Chaque année, le village doit s'acquitter du lagaan, un impôt frappant la récolte des céréales. Afin d'humilier les villageois, le chef de la garnison britannique locale, le capitaine Russell (Paul Blackthorne), veut doubler cet impôt alors qu'ils sont au bord de la famine.
Les villageois supplient alors le Maharadjah d'intervenir auprès du capitaine afin qu'il revienne sur sa décision. Ayant un contentieux avec le jeune Bhuvan (Aamir Khan), l'officier propose alors un marché : si les Indiens battent les Britanniques au cours d'un match de cricket, ils seront exonérés du lagaan pendant trois ans ; en revanche, s'ils perdent, ils devront s'acquitter du triple impôt.
Bhuvan, qui estime que ce sport ressemble au traditionnel gillidanda, relève le défi et constitue une équipe composée de tous les volontaires, quelles que soient leur religion, leur caste ou leur condition physique. Il entreprend l'entrainement de son équipe, conseillé par Elizabeth (Rachel Shelley), sœur de l'officier anglais, choquée par l'iniquité du traitement infligé aux villageois et sensible au charme du jeune Indien.

## Fiche technique
Sauf indication contraire, les informations mentionnées dans cette section peuvent être confirmées par la base de données cinématographiques IMDb,  présente dans la section « Liens externes ».
- Titre : Lagaan
- Titre original : लगान (Lagān)
- Titre international : Lagaan: Once Upon a Time in India
- Réalisation : Ashutosh Gowariker
- Scénario : Sanjay Dayma, Ashutosh Gowariker, Abbas Tyrewala
- Dialogues : K.P. Saxena, Ashutosh Gowariker
- Décors : Nitin Chandrakant Desai
- Costumes : Bhanu Athaiya
- Maquillage : Nicole Demers
- Photographie : Anil Mehta
- Montage : Ballu Saluja
- Musique : A.R. Rahman
- Paroles : Javed Akhtar
- Production : Aamir Khan
- Sociétés de production : Aamir Khan Productions, Ashutosh Gowariker Productions Pvt. Ltd., Jhamu Sughand Productions
- Sociétés de distribution : Columbia TriStar Home Video, Rezo Films, B4U Entertainment, STAR TV, Sony Entertainment Television Asia, Eros International, Key Films, Sony Pictures Classics
- Société d'effets spéciaux : Western Outdoor
- Budget de production : 600 000 000 ₹
- Pays d'origine :  Inde
- Langues originales : Hindi, anglais, awadhi, bhodjpouri, ourdou
- Format : Couleurs - 2,35:1 - DTS / Dolby Digital - 35 mm
- Genre : Aventure, drame, musical, romance
- Durée : 224 minutes (3 h 44)
- Dates de sorties en salles :
  -  France : 26 juin 2002
  -  Inde : 15 juin 2001

## Distribution
- Aamir Khan : Bhuvan
- Gracy Singh : Gauri
- Rachel Shelley : Elizabeth Russell
- Paul Blackthorne (VF : Emmanuel Curtil) : Capitaine Andrew Russell
- Amitabh Bachchan (VF : Benoît Allemane) : le narrateur (voix)
- Suhasini Mulay : Yashodamai
- Kulbhushan Kharbanda (VF : Philippe Dumat) : Rajah Puran Singh
- Raghuvir Yadav : Bhura
- Rajendra Gupta : Mukhiya
- Rajesh Vivek : Guran
- Shri Vallabh Vyas : Ishwar
- Javed Khan : Ram Singh
- Raj Zutshi : Ismail
- Akhilendra Mishra : Arjan
- Pradeep Rawat : Deva
- Daya Shankar Pandey : Goli
- Yashpal Sharma : Lakha
- Aditya Lakhia : Kachra
- A. K. Hangal : Shambukaka
- John Rowe : Colonel Boyer
- David Gant (en) : Major Warren
- Jeremy Child : Major Cotton
- Ben Nealon : Lieutenant Smith
- Anupam Shyam : Namdeo
- Raja Awasthi : Ramprasad
- Pramatesh Mehta : Harikaka
- Bhim Vakani : Kazi
- Amin Gazi : Tipu
- Anu Ansari : Jigni
- Parveen Bano : Kesarya
- Chris England : Yardley
- Howard Lee : Burton
- Simon Holmes : Brooks
- Ray Eves : Willis
- Jon House : North
- Neil Patrick : Harrisson
- Jamie Whitby Coles : Wesson
- Barry Hart : Benson
- Alex Shirtcliff : Flynn

## Production

### Genèse et développement
- Pour Ashutosh Gowariker, Lagaan est un film sur la lutte pour la survie d'un groupe de paysans.

### Attribution des rôles
- Le rôle de Bhuvan était initialement prévu pour Shahrukh Khan ou Abhishek Bachchan[10], qui sera finalement attribué à Aamir Khan.
- Les actrices Sonali Bendre, Nandita Das, Rani Mukherjee et Amisha Patel ont été pressenties pour interpréter Gauri, mais c'est Gracy Singh qui obtient ce rôle.

### Tournage
- Le tournage du film a lieu dans un ancien village près de Bhuj, dans l'état du Gujarat[11].

### Bande originale
Albums de A.R. Rahman
Love You Hamesha
(2001) Star
(2001)
La bande originale du film, composée par A.R. Rahman, est sa première collaboration avec Ashutosh Gowariker. Elle comprend un instrumental et sept chansons, écrites par Javed Akhtar. Elles sont chantées, pour la plupart, par le célèbre chanteur de playback Udit Narayan, accompagné par d'autres interprètes dont Asha Bhosle, Lata Mangeshkar et Alka Yagnik, suivi de chœurs, qui apparaissent également dans la bande originale.
Le compositeur intègre plusieurs styles musicaux pour créer la bande originale. L'album a connu un succès critique qui a contribué à la réussite du film. Selon le Box Office India, l'album a été vendu à 3,5 millions d'exemplaires à son actif et a été le quatrième plus vendu de l'année. Il remporte de nombreux prix, notamment trois National Film Awards et quatre Filmfare Awards; meilleure direction musicale pour A.R. Rahman, meilleur parolier pour Javed Akhtar, meilleur chanteur de play-back pour Udit Narayan, et meilleure chanteuse de play-back pour Alka Yagnik.
Dans les années 2000, l'album atteint la 34e place des 100 meilleurs bandes originales de Bollywood par Planet Bollywood. L'entreprise américaine Amazon l'a classée parmi les 100 plus grands albums musicaux mondiaux de tous les temps.
| 1.    | Ghanan Ghanan                      | Udit Narayan, Sukhwinder Singh, Alka Yagnik, Shankar Mahadevan, Shaan, Chœurs | 6:11 |
| 2.    | Mitwa                              | Udit Narayan, Sukhwinder Singh, Alka Yagnik, Srinivas                         | 6:47 |
| 3.    | Radha Kaise Na Jale                | Asha Bhosle, Udit Narayan, Vaishali Samant, Chœurs                            | 5:34 |
| 4.    | O Rey Chhori                       | Udit Narayan, Alka Yagnik, Vasundhara Das                                     | 5:59 |
| 5.    | Chale Chalo                        | A.R. Rahman, Srinivas                                                         | 6:40 |
| 6.    | Waltz for a Romance                | Instrumental                                                                  | 2:29 |
| 7.    | O Paalanhaare                      | Lata Mangeshkar, Sadhana Sargam, Udit Narayan                                 | 5:19 |
| 8.    | Lagaan...Once Upon a Time in India | Anuradha Sriram                                                               | 4:12 |
| 41:58 |                                    |                                                                               |      |

## Accueil

### Accueil critique
Il a reçu un accueil critique très favorable, recueillant 95 % de critiques positives, avec une note moyenne de 8/10 et sur la base de 33 critiques collectées, sur le site agrégateur de critiques Rotten Tomatoes, estimant que « Lagaan est somptueux, un divertissement vibrant dans l'ancienne tradition des comédies musicales d'Hollywood. ».
Le film obtient également une note favorable de 84/100, sur la base de 21 commentaires collectées, ce qui lui permet d'obtenir le label « Acclamation universelle », sur Metacritic et est évalué à une moyenne de 3,9/5 pour 20 critiques de presse sur Allociné.
Lagaan fait partie de la liste Top 250 de l'Internet Movie Database des meilleurs films de l'histoire du septième art sur IMDB, avec une note de 8,2/10 depuis 2013.

« Superproduction bollywoodienne, pour découvrir une cinématographie peu connue et goûter au plaisir suranné d'un grand spectacle à l'ancienne. »

— Serge Kaganski, Les Inrocks.

« Tant de pistes courues simultanément engendrent inévitablement une certaine dispersion. Le film pallie cela en partie par la vigueur de son interprétation. La réalisation témoigne aussi d'un sens de l'espace qui lui permet, souvent, de trouver un souffle ample. »

— Jean-Michel Frodon, Le Monde.

« (…) Les trois heures quarante passent sans que l'on se soit, jamais, ennuyé. Abandonnez vos préjugés, et partez pour Bollywood. C'est une excellente préface aux vacances ! »

— Annie Coppermann, Les Échos.

« Produit par Aamir Khan (…) il fait de son acteur-bailleur de fonds l'invincible héros d'une épopée (…) nationaliste, sportive, chorégraphique et musicale. C'est beaucoup pour un seul homme, mais il s'en tire avec l'aisance d'un " Indian Lover " (…). Ce n'est d'ailleurs pas le moindre des charmes exotiques de ce film de trois heures qui parvient à entretenir un suspense tendu autour d'un match de cricket (…). »

— Émile Breton, L'Humanité.
Par ailleurs, le Los Angeles Times affirmait que le film rendait « un hommage affectueux à un genre populaire qu'il soulève au niveau d'un film d'art avec des personnages entièrement dessinés, un thème sous-jasent grave, avec un style sophistiqué, d'un certain point de vue. » . De plus, le Variety, a suggéré que le film « pourrait être le déclencheur de croisement tant attendu de Bollywood aux marchés non-ethniques »". Un autre journal, le New York Times, l'avait décrit comme « un genre carnavalesque emballé avec la romance, l'escrime et d'improbables routines de chant et de danse ».
Lagaan compte parmi la liste des 100 meilleurs films du cinéma mondial par l'Empire, en 2010 et de la liste des 25 meilleurs films de sport de tous les temps par le Time en 2011.
Il est le seul film indien répertorié dans la liste des 50 films à voir avant de mourir, classé par Channel 4.

## Distinctions
- Entre 2001 et 2002, Lagaan a été sélectionné 74 fois dans diverses catégories et a remporté 54 récompenses[25].
- Lagaan est le troisième film indien à être nommé aux Oscars du cinéma, après Mother India et Salaam Bombay ![9],[26],[27].

### Récompenses et nominations
| Date                  | Distinction                              | Catégorie                                     | Nom                                                                   | Résultat   |
| --------------------- | ---------------------------------------- | --------------------------------------------- | --------------------------------------------------------------------- | ---------- |
| 2 au 12 août 2001     | Locarno Festival ,                       | Meilleure audience                            | Ashutosh Gowariker                                                    | Lauréat    |
| 16 octobre 2001       | Festival international du film de Leeds  | Meilleure audience                            | Ashutosh Gowariker                                                    | Lauréat    |
| 19 au 25 octobre 2001 | Festival international du film de Bergen | Meilleur jury                                 | Ashutosh Gowariker                                                    | Lauréat    |
| 1er décembre 2001     | Académie européenne du cinéma            | Meilleur film non-européen                    | Lagaan                                                                | Nomination |
| 11 janvier 2002       | Zee Cine Awards,                         | Meilleur film                                 | Ashutosh Gowariker                                                    | Lauréat    |
| 11 janvier 2002       | Zee Cine Awards,                         | Meilleur réalisateur                          | Ashutosh Gowariker                                                    | Lauréat    |
| 11 janvier 2002       | Zee Cine Awards,                         | Meilleure histoire                            | Ashutosh Gowariker                                                    | Lauréat    |
| 11 janvier 2002       | Zee Cine Awards,                         | Meilleur acteur                               | Aamir Khan                                                            | Lauréat    |
| 11 janvier 2002       | Zee Cine Awards,                         | Meilleure espoir féminin                      | Gracy Singh                                                           | Lauréat    |
| 11 janvier 2002       | Zee Cine Awards,                         | Meilleure direction musicale                  | A.R. Rahman                                                           | Lauréat    |
| 11 janvier 2002       | Zee Cine Awards,                         | Meilleur parolier                             | Javed Akhtar                                                          | Lauréat    |
| 11 janvier 2002       | Zee Cine Awards,                         | Meilleure chanteuse de play-back              | Asha Bhosle (pour Radha Kaisa Na Jale)                                | Lauréat    |
| 11 janvier 2002       | Zee Cine Awards,                         | Meilleure actrice dans un second rôle         | Rachel Shelley                                                        | Nomination |
| 11 janvier 2002       | Zee Cine Awards,                         | Meilleur chanteur de play-back                | Udit Narayan (pour Mitwa)                                             | Nomination |
| 18 janvier 2002       | Screen Awards                            | Meilleur film                                 | Lagaan                                                                | Lauréat    |
| 18 janvier 2002       | Screen Awards                            | Meilleur réalisateur                          | Ashutosh Gowariker                                                    | Lauréat    |
| 18 janvier 2002       | Screen Awards                            | Meilleur scénario                             | Ashutosh Gowariker, Kumar Dave, Sanjay Dayma                          | Lauréat    |
| 18 janvier 2002       | Screen Awards                            | Meilleur espoir féminin                       | Gracy Singh                                                           | Lauréat    |
| 18 janvier 2002       | Screen Awards                            | Meilleure direction artistique                | Nitin Chandrakant Desai                                               | Lauréat    |
| 18 janvier 2002       | Screen Awards                            | Meilleure photographie                        | Anil Mehta                                                            | Lauréat    |
| 18 janvier 2002       | Screen Awards                            | Meilleur montage                              | Ballu Saluja                                                          | Lauréat    |
| 18 janvier 2002       | Screen Awards                            | Meilleure chanteuse de play-back              | Asha Bhosle (pour Radha Kaise Na Jale)                                | Lauréat    |
| 18 janvier 2002       | Screen Awards                            | Meilleur acteur                               | Aamir Khan                                                            | Nomination |
| 18 janvier 2002       | Screen Awards                            | Meilleur dialogue                             | Ashutosh Gowariker, K. P. Saxena                                      | Nomination |
| 18 janvier 2002       | Screen Awards                            | Meilleur direction musicale                   | A.R. Rahman                                                           | Nomination |
| 18 janvier 2002       | Screen Awards                            | Meilleur parolier                             | Javed Akthar (pour Radha Kaise Na Jale)                               | Nomination |
| 18 janvier 2002       | Screen Awards                            | Meilleur chanteur de play-back                | Udit Narayan (pour Mitwa)                                             | Nomination |
| 18 janvier 2002       | Screen Awards                            | Meilleure histoire                            | Ashutosh Gowariker                                                    | Nomination |
| 18 janvier 2002       | Screen Awards                            | Meilleure performance dans un rôle de méchant | Paul Blackthorne                                                      | Nomination |
| 18 janvier 2002       | Screen Awards                            | Meilleure conception sonore                   | Nakul Kamte                                                           | Nomination |
| 18 janvier 2002       | Screen Awards                            | Meilleure musique de fond                     | A.R. Rahman                                                           | Nomination |
| 18 janvier 2002       | Screen Awards                            | Meilleure chorégraphie                        | Saroj Khan (pour Radha Kaise Na Jale)                                 | Nomination |
| 8 au 23 février 2002  | Northwest Film Center                    | Meilleure audience pour meilleur film         | Ashutosh Gowariker                                                    | Lauréat    |
| 16 février 2002       | Filmfare Awards,                         | Meilleur film                                 | Lagaan                                                                | Lauréat    |
| 16 février 2002       | Filmfare Awards,                         | Meilleur réalisateur                          | Ashutosh Gowariker                                                    | Lauréat    |
| 16 février 2002       | Filmfare Awards,                         | Meilleur acteur                               | Aamir Khan                                                            | Lauréat    |
| 16 février 2002       | Filmfare Awards,                         | Meilleure direction musicale                  | A. R. Rahman                                                          | Lauréat    |
| 16 février 2002       | Filmfare Awards,                         | Meilleur parolier                             | Javed Akhtar                                                          | Lauréat    |
| 16 février 2002       | Filmfare Awards,                         | Meilleur chanteur de play-back                | Udit Narayan (pour Mitwa)                                             | Lauréat    |
| 16 février 2002       | Filmfare Awards,                         | Meilleure chanteuse de play-back              | Alka Yagnik (pour O Rey Chhori)                                       | Lauréat    |
| 16 février 2002       | Filmfare Awards,                         | Meilleure histoire                            | Ashutosh Gowariker                                                    | Lauréat    |
| 24 mars 2002          | Oscars du cinéma,                        | Meilleur film en langue étrangère             | Lagaan                                                                | Nomination |
| 5 au 21 avril 2002    | NatFilm Festival                         | Meilleure audience                            | Ashutosh Gowariker                                                    | Lauréat    |
| 6 avril 2002          | IIFA Awards,                             | Meilleur film                                 | Ashutosh Gowariker                                                    | Lauréat    |
| 6 avril 2002          | IIFA Awards,                             | Meilleur réalisateur                          | Ashutosh Gowariker                                                    | Lauréat    |
| 6 avril 2002          | IIFA Awards,                             | Meilleure histoire                            | Ashutosh Gowariker                                                    | Lauréat    |
| 6 avril 2002          | IIFA Awards,                             | Meilleur acteur                               | Aamir Khan                                                            | Lauréat    |
| 6 avril 2002          | IIFA Awards,                             | Meilleure musique de film                     | A.R. Rahman                                                           | Lauréat    |
| 6 avril 2002          | IIFA Awards,                             | Meilleur parolier                             | Javed Akhtar (pour Radha Kaise Na Jale)                               | Lauréat    |
| 6 avril 2002          | IIFA Awards,                             | Meilleure chanteuse de play-back              | Asha Bhosle (pour Radha Kaise Na Jale)                                | Lauréat    |
| 6 avril 2002          | IIFA Awards,                             | Meilleure montage                             | Ballu Saluja                                                          | Lauréat    |
| 6 avril 2002          | IIFA Awards,                             | Meilleur enregistrement sonore                | H. Sridhar                                                            | Lauréat    |
| 6 avril 2002          | IIFA Awards,                             | Meilleure actrice                             | Gracy Singh                                                           | Nomination |
| 6 avril 2002          | IIFA Awards,                             | Meilleur acteur dans un second rôle           | Kulbhushan Kharbanda                                                  | Nomination |
| 6 avril 2002          | IIFA Awards,                             | Meilleur rôle comique                         | Rajesh Vivek                                                          | Nomination |
| 6 avril 2002          | IIFA Awards,                             | Meilleure performance dans un rôle de méchant | Paul Blackthorne                                                      | Nomination |
| 6 avril 2002          | IIFA Awards,                             | Meilleur chanteur de play-back                | Udit Narayan (pour Mitwa)                                             | Nomination |
| 26 juillet 2002       | National Film Awards,                    | Meilleur film de divertissement               | Ashutosh Gowarikar, Aamir Khan                                        | Lauréat    |
| 26 juillet 2002       | National Film Awards,                    | Meilleure direction musicale                  | A. R. Rahman                                                          | Lauréat    |
| 26 juillet 2002       | National Film Awards,                    | Meilleur chanteur de play-back                | Udit Narayan (pour Mitwa)                                             | Lauréat    |
| 26 juillet 2002       | National Film Awards,                    | Meilleure audiographie                        | H. Sridhar, Nakul Kamte                                               | Lauréat    |
| 26 juillet 2002       | National Film Awards,                    | Meilleur parolier                             | Javed Akhtar (pour Radha Kaisa Na Jale et Ghanan Ghanan)              | Lauréat    |
| 26 juillet 2002       | National Film Awards,                    | Meilleurs costumes                            | Bhanu Athaiya                                                         | Lauréat    |
| 26 juillet 2002       | National Film Awards,                    | Meilleure direction artistique                | Nitin Chandrakant Desai                                               | Lauréat    |
| 26 juillet 2002       | National Film Awards,                    | Meilleure chorégraphie                        | Raju Khan                                                             | Lauréat    |
| 20 octobre 2002       | American Choreography Awards             | Meilleure réalisation pour un long métrage    | Saroj Khan, Raju Khan, Ganesh Hegde, Vaibhavi Merchant, Terence Lewis | Lauréat    |